# Coopersville
Coopersville is een plaats (city) in de Amerikaanse staat Michigan, en valt bestuurlijk gezien onder Ottawa County.

## Demografie
Bij de volkstelling in 2000 werd het aantal inwoners vastgesteld op 3910.
In 2006 is het aantal inwoners door het United States Census Bureau geschat op 4192, een stijging van 282 (7,2%). In 2012 werd het aantal geschat op 4306.

## Geografie
Volgens het United States Census Bureau beslaat de plaats een oppervlakte van
12,5 km², geheel bestaande uit land. Coopersville ligt op ongeveer 201 m boven zeeniveau.

## Plaatsen in de nabije omgeving
De onderstaande figuur toont nabijgelegen plaatsen in een straal van 20 km rond Coopersville.

## Geboren in Coopersville
- Del Shannon (1934-1990), rock-'n-roller (zanger-gitarist)